# Izaäk Reijnders
Izaäk Herman Reijnders, ook aangeduid als Izaäk Herman Reynders (Stadskanaal, 27 maart 1879 – Den Haag, 31 december 1966) was een Nederlands generaal. In 1934 werd hij benoemd tot chef van de Generale Staf. Bij de afkondiging van de algemene mobilisatie op 28 augustus 1939 werd hij bij Koninklijk Besluit nr. 35 benoemd tot Opperbevelhebber van Land- en Zeemacht. Hij raakte echter in conflict met minister van Defensie Dijxhoorn en kreeg op 5 februari 1940 eervol ontslag. Reijnders werd opgevolgd door generaal Henri Winkelman.
Aan het conflict lag onder andere een verschil van mening ten grondslag over de te voeren strategie bij de verdediging van Nederland. Reijnders wenste de verdediging te voeren vanuit de Peel-Raamstelling en de Grebbelinie. Als deze zou worden overlopen dienden de troepen terug te vallen op de oostelijke linie van de Vesting Holland, de Nieuwe Hollandse Waterlinie. Met name de commandant van het veldleger, Godfried van Voorst tot Voorst, vond het in gereedheid brengen van twee verdedigingslinies niet haalbaar. Bovendien betwijfelde hij of de troepen zich wel in korte tijd op de Vesting Holland zouden kunnen terugtrekken. Het zou óf de Waterlinie moeten worden, óf de linie bij de Grebbeberg, een visie die Dijxhoorn deelde.
Toen Reijnders daarnaast zich verregaande bevoegdheden wilde toe-eigenen door de staat van beleg uit te roepen, was de maat vol en besloot het kabinet-De Geer om Reijnders te vervangen.
In 1944 werd Reijnders nog verzocht bevelhebber van de Binnenlandse Strijdkrachten (BS) te worden. Hij weigerde, omdat hij niet door de Koningin zelf was gevraagd. Henri Koot zou uiteindelijk deze taak op zich nemen. Na de oorlog schreef Reijnders vruchteloos enkele brochures om aan te tonen dat hij in 1939-1940 onrechtvaardig was behandeld.

## Persoonlijk
Izaäk Herman Reijnders, zoon van Izaäk Herman Reijnders, burgemeester van de toenmalige gemeente Onstwedde (tegenwoordig gemeente Stadskanaal) en Antje Meursinge, trouwde op 14 juli 1908 te Meppel met Maria Willemina Nysingh, dochter van kantonrechter, advocaat en lid van de Eerste Kamer mr. A.E.J. Nysingh uit Meppel. Zij hadden één dochter. Hij overleed op 87-jarige leeftijd.

## Carrière
- Generaal: 30 augustus 1939
- Luitenant-generaal: 1 november 1935
- Generaal-majoor: 1 november 1933
- Kolonel: 1 november 1931
- Luitenant-kolonel: 1 augustus 1928
- Majoor: 1 december 1925
- Kapitein: 1 september 1913
- Eerste luitenant: 29 juli 1903
- Tweede luitenant: 29 juli 1899